# Juma
I Juma  sono un gruppo etnico del Brasile con una popolazione stimata in 6 individui nel 2010 (Funasa).
L'ultimo membro maschio di Juma, Aruká Juma, è morto a causa della COVID-19 nel 2021. È sopravvissuto alle sue tre figlie, gli unici membri rimasti della tribù.

## Lingua
Parlano la lingua júma (codice ISO 639-3 jua) che appartiene alle lingue tupi-guaraní. La lingua juma è considerata variante dialettale della lingua Kagwahiva. Si autodefiniscono anche Kagwahiva, dal nome del macro-gruppo storico di cui fanno parte.

## Insediamenti
Vivono nello stato brasiliano dell'Amazonas, nella regione del fiume Açuã, vicino alla città di Lábrea.

## Storia
Insieme ad altri gruppi, i Juma sono discendenti del grande gruppo dei Kagwahiva (o Cabahyba) che abitavano le sorgenti del fiume Tapajós tra il XVIII e il XIX secolo. Secondo Carl Friedrich von Martius, i Kagwahiva facevano a loro volta parte del più ampio gruppo dei "Tupi centrali", che comprendeva al suo interno anche i Kaiabi e gli Apiaká.
Si stima che nel corso del XVIII secolo ci fossero tra i 12.000 e i 15.000 individui di etnia Juma. Dopo l'espansione delle industrie estrattive e l'avanzata dei coloni bianchi, la popolazione si ridusse a poche decine di individui nel corso degli anni sessanta del XX secolo. Nel 2010, secondo un censimento della Fundação Nacional de Saúde, erano rimasti solo 5 membri di etnia Juma, un uomo con le tre figlie e una nipote.